# NGC 5584
NGC 5584 (również PGC 51344 lub UGC 9201) – galaktyka spiralna z poprzeczką (SBc), znajdująca się w gwiazdozbiorze Panny, w odległości 75 milionów lat świetlnych od Ziemi. Została odkryta 27 lipca 1881 roku przez Edwarda Barnarda. Galaktyka ta ma ponad 50 000 lat świetlnych średnicy.
1 marca 2007 roku w galaktyce wybuchła najjaśniejsza supernowa odkryta w 2007 – SN 2007af, odkrył ją japoński astronom Koichi Itagaki. W chwili odkrycia miała ona jasność 13,3m, okazała się ona supernową typu Ia. Była to druga odkryta w tej galaktyce supernowa. Wcześniej w 1996 roku Aoki Masakatsu odkrył supernową SN 1996aq, należącą do typu Ic.
W NGC 5584 odkryto ponad 250 cefeid.